# Ivano Blason
Ivano Blason (ur. 24 maja 1923 w San Lorenzo di Mossa, zm. 13 marca 2002) – włoski piłkarz grający na pozycji obrońcy.
W barwach Triestiny, Interu Mediolan i Calcio Padova rozegrał łącznie 386 spotkań i zdobył 19 bramek w Serie A.